# Galerie Mathgoth
 (février 2022).
La Galerie Mathgoth est une galerie d'art parisienne spécialisée dans l'art contemporain, et plus particulièrement l'art urbain.

## Historique
En 2008, Mathilde et Gautier Jourdain élaborent le 400ML Project, création d'une collection de 400 bombes aérosol customisées par 400 artistes urbains du monde entier. En 2010, le couple créée La galerie Mathgoth en accolant les diminutifs de leurs prénoms.
La galerie est d'abord itinérante. les expositions se déroulent dans des lieux loués ponctuellement, à Paris dans le 9eme et le 11eme arrondissement, à Vincennes(expositions à Vincennes) ou à Nancy en 2011 avec l'exposition 40 ans de Graffiti .
Les fondateurs ont choisi pour ligne artistique l'art urbain français et international avec l'iranien A1one ou le new-yorkais Cope2.
La galerie s'installe en 2013 dans le 13ème arrondissement, dans le quartier de la gare. Les expositions collectives (Opposition, janvier 2014) alterne avec les expositions solo (Synergy de Jef Aérosol et Lee Jeffries, mars 2015) et les . Au fil des ans, la galerie continue d'exposer tour à tour de jeunes artistes émergents (Fintan Magee, Mademoiselle Maurice, Anders Gjennestad, Aurel Rubbish), et des artistes plus consacrés, au rang desquels figurent entre autres Gérard Zlotykamien, Jace, Speedy Graphito, C215, Miss Tic, Alëxone, Jean Faucheur ou Bordalo II.
La galerie mène aussi des projets de fresques exterieures dites "XXL", et ce, à travers toute la France (David Walker à Nancy, Mademoiselle Maurice à Paris, Astro à Calais, Jef Aérosol à Evry, Seth à Grigny ou Gérard Zlotykamien à Argenteuil). En 2019, la galerie investit un espace de plus de 1000 m2 pour l'exposition "Accord de Paris" de l'artiste portugais Bordalo II.
La galerie collabore régulièrement avec les institutions locales comme la Grand Paris Sud dans le cadre de son festival Wall Street Art. En 2019 Mathilde et Gautier Jourdain ont assuré le commissariat de l'exposition Conquête Urbaine du musée des Beaux-Arts de Calais en 2019. ville de Calais

## Artistes représentés
| - Gérard Zlotykamien - Fintan Magee - Lee Jeffries - Fenx - Jorge Rodriguez-Gerada - Aurel Rubbish | - Bordalo II - Jace - Anders Gjennestad - Isaac Cordal - Mademoiselle Maurice - James Reka | - Jef Aérosol - Herakut - Speedy Graphito - C215 - Philippe Hérard - Grégory Valentin |

Principales collaborations :
| - Miss. Tic - Rero - Sowat - Alëxone - Belin - Mambo - Astro - Cope2 - Cornbread - Julien Malland (Seth) | - Ratur - Jean Faucheur - Kongo - Spear - Julio Anaya Cabanding - Andrea Ravo Mattoni - Chanoir - Epsylon Point - Jérôme Mesnager | - Psyckoze - Nasty - Zenoy - Alber - Mode 2 - Yseult YZ Digan - Charlélie Couture - Aurel Rubbish - Taki183 |